# Bergelmir (satélite)
Bergelmir (designación provisional S/2004 S 15) es un satélite natural de Saturno, fue descubierto el 4 de mayo de 2005 por Scott S. Sheppard, David C. Jewitt, Jan Kleyna y Brian G. Marsden. Permaneció bajo observaciones desde el 12 de diciembre de 2004 hasta el 9 de marzo del 2005 para ser finalmente confirmado en mayo de 2005.

## Características
Bergelmir tiene un diámetro de 6 kilómetros, orbita a Saturno a una distancia de 19,338,000 km, su período orbital es de 1006.659 días y tiene una inclinación de 158.5° respecto a la eclíptica (134° sobre el ecuador de Saturno). Orbita a su planeta en dirección retrograda y con una excentricidad de 0.152.

## Nombre
Su nombre le fue asignado en abril de 2007, proviene de la mitología nórdica. Bergelmir era nieto de Ymir, quien era uno de los gigantes más importantes. Bergelmir y su esposa tuvieron todo tipo de encuentros y fueron los únicos sobrevivientes de una purga a los herederos de Ymir, quien fue asesinado por Odin y sus hermanos por largo tiempo. Belgermir se convirtió en progenitor de una nueva raza de gigantes.